# 홍형
홍형(洪泂, 1446년 ~ 1500년 11월 20일) 조선의 문신이다. 자는 자연(子淵), 본관은 남양(南陽)이며, 홍언필(洪彦弼)의 아버지이다.

## 생애
1469년(예종 원년) 사마시(司馬試)에 합격했으며, 1477년(성종 8) 문과에 급제했다.
이후 검열(檢閱), 주서(注書), 감찰(監察), 예조좌랑(禮曹佐郞), 교서관교리(校書館校理)를 거쳤다가 경원부판관(慶源府判官)으로 나갔다.
1489년(성종 20) 11월 4일 장령(掌令)으로 임명되었으며, 11월 24일 대사간(大司諫) 이평(李枰)과 함께 황해도도관찰사(黃海道都觀察使) 김극검(金克儉)의 파직 등을 청했는데, 이로 인해 김극검은 체직되었다.
이듬해 지평(持平) 이세영(李世英)과 함께 차자(箚子)를 올려 이조판서(吏曹判書) 정문형(鄭文炯)의 파직을 청했으나, 뜻을 이루지 못했다.
1494년(성종 25) 2월 사간(司諫)으로 임명되었으며, 5월 우의정(右議政)으로 임명된 윤호(尹壕)의 관직 개정 문제로 대사헌(大司憲) 허침(許琛) 등과 함께 왕과 논쟁을 벌였으나, 뜻을 이루지 못했다.
11월 남의 첩과 간통한 이철견(李鐵堅)·홍상(洪常)·한치례(韓致禮) 등을 법대로 처단할 것을 네 차례에 걸쳐 청했으나, 뜻을 이루지 못했다.
이듬해 대간(臺諫)이 합사(合司)로 예궐(詣闕)해 상소를 올릴 때 참여하지 않았다는 이유로 지평 조형(趙珩)에게 논박을 당했으므로, 두 차례 피혐(避嫌)하고 체직되었다.
1497년(연산군 3) 8월 16일 온성부사(穩城府使)로 임명되었으나, 8월 21일 어머니 민씨(閔氏)의 간청으로 체직되었으며, 1499년(연산군 5) 부제학(副提學)으로서 대간을 하옥시킴이 부당함을 아뢰었으나, 뜻을 이루지 못했다.
이듬해 9월 우부승지(右副承旨)로 임명되었으나, 11월 향년 55세로 졸했다.
사후인 1504년(연산군 10) 갑자사화로 부관참시되었으며, 아들 홍언필(洪彦弼)이 귀해지자 영의정(領議政)·익평부원군(益平府院君)으로 추증되었다.

## 가족 관계
- 증조 - 홍자경(洪子儆)[1] : 호조참판(戶曹參判)
  - 조부 - 홍익생(洪益生)[1] : 동지중추부사(同知中樞府事), 증(贈) 병조판서(兵曹判書)
    - 아버지 - 홍귀해(洪貴海)[1] : 경상좌도수군절도사(慶尙左道水軍節度使), 증 좌찬성(左贊成)
    - 어머니 - 동지돈녕부사(同知敦寧府事) 민효열(閔孝悅, 1405년 ~ 1482년)의 딸[1]
      - 형 - 홍호(洪浩) : 군자감첨정(軍資監僉正)
      - 동생 - 홍식(洪湜, 1449년 ~ 1504년) : 좌승지(左承旨), 갑자사화로 참형됨
      - 동생 - 홍한(洪瀚, 1451년 ~ 1498년) : 이조참의(吏曹參議), 증 이조참판(吏曹參判)
      - 부인 - 사예(司藝), 증 예조판서(禮曹判書) 조충손(趙衷孫)의 4녀[1]
        - 장남 - 홍사필(洪士弼)[1] : 요절
        - 차남 - 홍언필(洪彦弼, 1476년 ~ 1549년) : 영의정(領議政), 문희공(文僖公)
        - 3남 - 홍언광(洪彦光)[1] : 도총부경력(都摠府經歷), 증 이조판서(吏曹判書), 홍담(洪曇, 1509년 ~ 1576년)의 아버지